# Фултон (округ, Кентуккі)
Шаблон:StateAbbr_ 36°33′ пн. ш. 89°11′ зх. д. / 36.55° пн. ш. 89.19° зх. д.
Округ  Фултон (англ. Fulton County) — округ (графство) у штаті  Кентуккі, США. Ідентифікатор округу 21075.

## Історія
Округ утворений 1845 року.

## Демографія
За даними перепису 
2000 року 
загальне населення округу становило 7752 осіб, зокрема міського населення було 2760, а сільського — 4992.
Серед мешканців округу чоловіків було 3621, а жінок — 4131. В окрузі було 3237 домогосподарств, 2115 родин, які мешкали в 3697 будинках.
Середній розмір родини становив 2,92.
Віковий розподіл населення поданий у таблиці:
| Стать    | До 15 років | 15-21 | 22-29 | 30-39 | 40-49 | 50-65 | 65-85 | Понад 85 |
| -------- | ----------- | ----- | ----- | ----- | ----- | ----- | ----- | -------- |
| Чоловіки | 801         | 425   | 338   | 444   | 546   | 554   | 457   | 56       |
| Жінки    | 752         | 382   | 357   | 548   | 544   | 701   | 703   | 144      |

## Суміжні округи
- Гікмен — північний схід
- Обіон, Теннессі — південь
- Лейк, Теннессі — південний захід
- Нью-Мадрид, Міссурі — захід
- Міссісіпі, Міссурі — північний захід

## Виноски
1. ↑  U.S. Decennial Census. United States Census Bureau. Архів оригіналу за 26 квітня 2015. Процитовано 14 серпня 2014.
2. ↑  Historical Census Browser. University of Virginia Library. Архів оригіналу за 11 серпня 2012. Процитовано 14 серпня 2014.
3. ↑  Population of Counties by Decennial Census: 1900 to 1990. United States Census Bureau. Процитовано 14 серпня 2014.
4. ↑  Census 2000 PHC-T-4. Ranking Tables for Counties: 1990 and 2000 (PDF). United States Census Bureau. Процитовано 14 серпня 2014.
5. ↑  State & County QuickFacts. United States Census Bureau. Архів оригіналу за 6 червня 2011. Процитовано 6 березня 2014. [Архівовано 2011-06-06 у Wayback Machine.](англ.) Наведено за англійською вікіпедією.
6. ↑  American FactFinder. Бюро перепису населення США. Архів оригіналу за 26 лютого 2012. Процитовано 31 січня 2008. [Архівовано 2008-05-21 у Wayback Machine.]

| США | Це незавершена стаття з географії США. Ви можете допомогти проєкту, виправивши або дописавши її. |